# Alfredo Astiz
Alfredo Ignacio Astiz, född 8 november 1951 i Mar del Plata, är en argentinsk före detta marinofficer och dömd mördare. Astiz är en av de mera välkända våldsmännen under militärjuntans tid i Argentina. Han kallades El Ángel Rubio de la Muerte ("den blonde dödsängeln") och är bland annat dömd för att ha fört bort Dagmar Hagelin i Buenos Aires den 27 januari 1977 samt de franska katolska nunnorna Léonie Duquet (1916–1977) och Alice Domon (1937–1977). Alfredo Astiz tjänstgjorde under flera år vid det ökända tortyrcentret ESMA.

## Biografi
Astiz ledde den första stridshandlingen under Falklandskriget 1982, då argentinska specialstyrkor ockuperade Sydgeorgien.
År 1990 dömdes Alfredo Astiz i Frankrike till livstids fängelse i sin frånvaro för det påtvingade försvinnandet och mordet på de två franska katolska nunnorna Alice Domon och Léonie Duquet.
Rättsprocesserna i Argentina mot argentinska militärer inleddes först 2003 under president Nestor Kirchner. År 2011 ställdes Astiz inför en domstol i Buenos Aires och dömdes i oktober 2011 till livstids fängelse för kidnappningar av och mord på fem personer. Den 29 november 2017 dömdes han till livstids fängelse för mordet på Dagmar Hagelin.